# Japan Open Tennis Championships 1978
Il Japan Open Tennis Championships 1978 è stato un torneo di tennis giocato sulla terra rossa. È stata la 6ª edizione del Japan Open Tennis Championships, facente parte del Colgate-Palmolive Grand Prix 1978. Il torneo si è disputato a Tokyo in Giappone, dal 23 al 29 ottobre 1978.

## Campioni

### Singolare maschile
Adriano Panatta ha battuto in finale  Pat Du Pré con il punteggio di 6–3, 6–3

### Doppio maschile
Ross Case /  Geoff Masters hanno battuto in finale  Željko Franulović /  Buster Mottram con il punteggio di 6–2, 4–6, 6–1